# Mireille Mpere
 (mai 2019).
Mireille Mpere est une créatrice de mode et une travailleuse autonome née au Congo.

## Biographie
Née au Congo, Mireille Mpere effectue des études en couture et en design à Kinshasa. Elle s'installe ensuite au Québec en 2012 où elle obtient un baccalauréat en gestion industrielle de la mode à l’Université du Québec à Montréal.
Avec Jean-Claude Tshipama, elle lance en décembre 2016 sa société de vêtement pour hommes et femmes nommée Zympala. La marque est adossée à une fondation, destinée à aider les jeunes filles africaines en difficultés sociales en leur proposant une formation professionnalisante, notamment en couture, soins corporels, cuisine, ou petit commerce.
En 2017, Mireille Mpere et Jean-Claude Tshipama sont désignés ambassadeurs lors des 20 ans de l'Organisation des professionnels congolais du Canada.
En 2019, Zympala ouvre une première enseigne à Kinshasa. En 2022, la marque est commercialisée dans 16 pays.

## Réalisations
Mireille Mpere a dessiné cinq robes pour Monique Pauzé et d'autres pour Chantal Deschamps. Isabelle Brais, épouse du premier ministre du Québec François Legault, et Dominique Anglade, ancienne vice-première ministre du Québec, ont également certaines créations conçues par Mireille Pauzé,.